# Living Loud (album)
Living Loud è l'album d'esordio del supergruppo heavy metal statunitense Living Loud pubblicato nel 2004 dalla Capitol Records.

## Il disco
1. Last Chance – 5:16
2. I Don't Know – 4:51
3. Every Moment a Lifetime – 4:42
4. Crazy Train – 4:12
5. In the Name of God – 4:11
6. Flying High Away – 3:51
7. Pushed me Too Hard – 3:38
8. Mr.Crowley – 1:38
9. Tonight – 4:08
10. Walk Away – 4:43
11. Over the Mountain – 5:06